# Michael Schwarze (Journalist)
Michael Schwarze (* 21. Februar 1945 in Ravensburg; † 24. April 1984 in Bad Mergentheim) war ein deutscher Journalist. Von 1973 bis zu seinem frühen Tod war er Feuilletonredakteur der Frankfurter Allgemeinen Zeitung.

## Werdegang
Schwarze wurde 1973 an der Universität Frankfurt mit einer Arbeit zur Volksfrontstrategie der KPD promoviert. Während seiner Studienzeit war er zeitweilig Vorsitzender des Sozialdemokratischen Hochschulbunds (SHB). Er galt als „Außenseiter im bürgerlichen Haus“ der FAZ, eine Figur, die den Reiz des Feuilletons dieser Zeitung ausmachte. Nach Schwarzes Tod hatte der spätere Literaturchef und Herausgeber Frank Schirrmacher den Ruf, „der neue Michael Schwarze“ zu sein.
Im Feuilleton der FAZ arbeitete er über ein Jahrzehnt unter dem damaligen Herausgeber Joachim Fest, vor allem als Redakteur für den Bereich Film. Einem größeren Publikum bekannt wurde er durch den satirischen Artikel Weihnachten ohne Fernsehen, der am 23. Dezember 1977 in der FAZ erschien und nicht als Satire gekennzeichnet war. Darin wurde behauptet, dass „die Bundesregierung unter Helmut Schmidt beschlossen habe, zur Stärkung des Gemeinschafts- und Familiengefühls Heiligabend und Weihnachten den Sendebetrieb des Fernsehens einzustellen. Den Aufruhr, den das damals auslöste, kann man sich heute nicht mehr vorstellen; es gingen waschkörbeweise Briefe ein, die bis zu Auswanderungs-, Mord- und Selbstmorddrohungen reichten“, erinnerte sich Frank Schirrmacher. Nach Schwarzes Tod erschien eine Sammlung von Essays bei Suhrkamp, die als Titel die Überschrift des Satireartikels trug.
Michael Schwarze starb im Alter von 39 Jahren an Krebs.

## Veröffentlichungen
- Proletarische Partei und bürgerliches Erbe. Studien zu Geschichte und Theorie des literarischen Erbes in der Volksfrontstrategie der KPD. Frankfurt (Main), Univ., Diss., 1973. (Inhaltsverzeichnis)
- Luis Buñuel. In Selbstzeugnissen und Bilddokumenten. Reinbek bei Hamburg: Rowohlt 1981.
- Weihnachten ohne Fernsehen. Kulturpolitische Essays, Glossen, Porträts. Hrsg. von Volker Hage. Mit einem Nachruf von Joachim Fest. Frankfurt am Main: Suhrkamp 1984. ISBN 978-3-518-37643-0.